# Коронавируси
Коронавируси су група вируса који узрокују респираторне болести код сисара и птица. Код људи, вируси изазивају респираторне инфекције, попут прехладе, које су обично благе. Ређи облици, као што су тешки акутни респираторни синдром (SARS), блискоисточни акутни респираторни синдром (MERS) и коронавирусна болест 2019. (COVID-19, који је узроковао пандемију коронавируса 2019/20) могу имати смртоносне последице. Код крава и свиња, коронавируси изазивају дијареју, а код кокоши узрокују болест горњих дисајних путева. Још не постоје вакцине или антивирусни лекови за спречавање или лечење вируса.
Коронавируси су вируси потпородице Orthocoronavirinae, породице Coronaviridae и реда Nidovirales. Обавијени су позитивним ланцем једноланчаног РНК генома и нуклеокапсидом спиралне симетрије. Величина генома је између 26 и 32 килобазе — највећа за неки РНК вирус. Појам „коронавирус” потиче од латинске речи corona у значењу „круна” или „ореол”, а односи се на особени изглед честица вируса (вириона) под електронским микроскопом: на површини имају протеинске израслине због којих које подсећају на краљевску круну или соларну корону.

## Преношење
Преношење вируса међу људима се примарно дешава у блиском контакту, и то путем ситних делова пљувачке која настаје приликом кијања или кашљања.

## Људски коронавируси
Сматра се да коронавируси изазивају значајан број укупних прехлада код одраслих и деце. Изазивају симптоме попут температуре и болова у грлу због натеклих жлезда, најчешће током зиме и раног пролећа. Коронавируси могу да изазову и упалу плућа, било директно (вирусну упалу плућа) или секундарним путем (бактеријску упалу плућа). Медијски испраћена појава људског коронавируса, SARS-CoV из 2003, која изазива тешки акутни респираторни синдром, има јединствену патогенезу, јер изазива упалу и горњих и доњих дисајних путева. Не постоје вакцине или лекови за лечење инфекције људским коронавирусима.
Тренутно је познато седам врста људских коронавируса:
1. људски коронавирус 229E (HCoV-229E)
2. људски коронавирус OC43 (HCoV-OC43)
3. тешки акутни респираторни синдром (SARS-CoV)
4. људски коронавирус NL63 (HCoV-NL63, New Haven coronavirus)
5. људски коронавирус HKU1
6. блискоисточни акутни респираторни синдром (MERS-CoV), раније познат као нови коронавирус 2012. и HCoV-EMC
7. тешки акутни респираторни синдром коронавирус 2 (SARS-CoV-2), претходно познат као 2019-nCoV или нови коронавирус 2019.

Коронавируси HCoV-229E, -NL63, -OC43 и -HKU1 непрестано круже међу људском популацијом, изазивајући инфекције дисајног тракта код одраслих и деце широм света.